# Richard Luce, Baron Luce

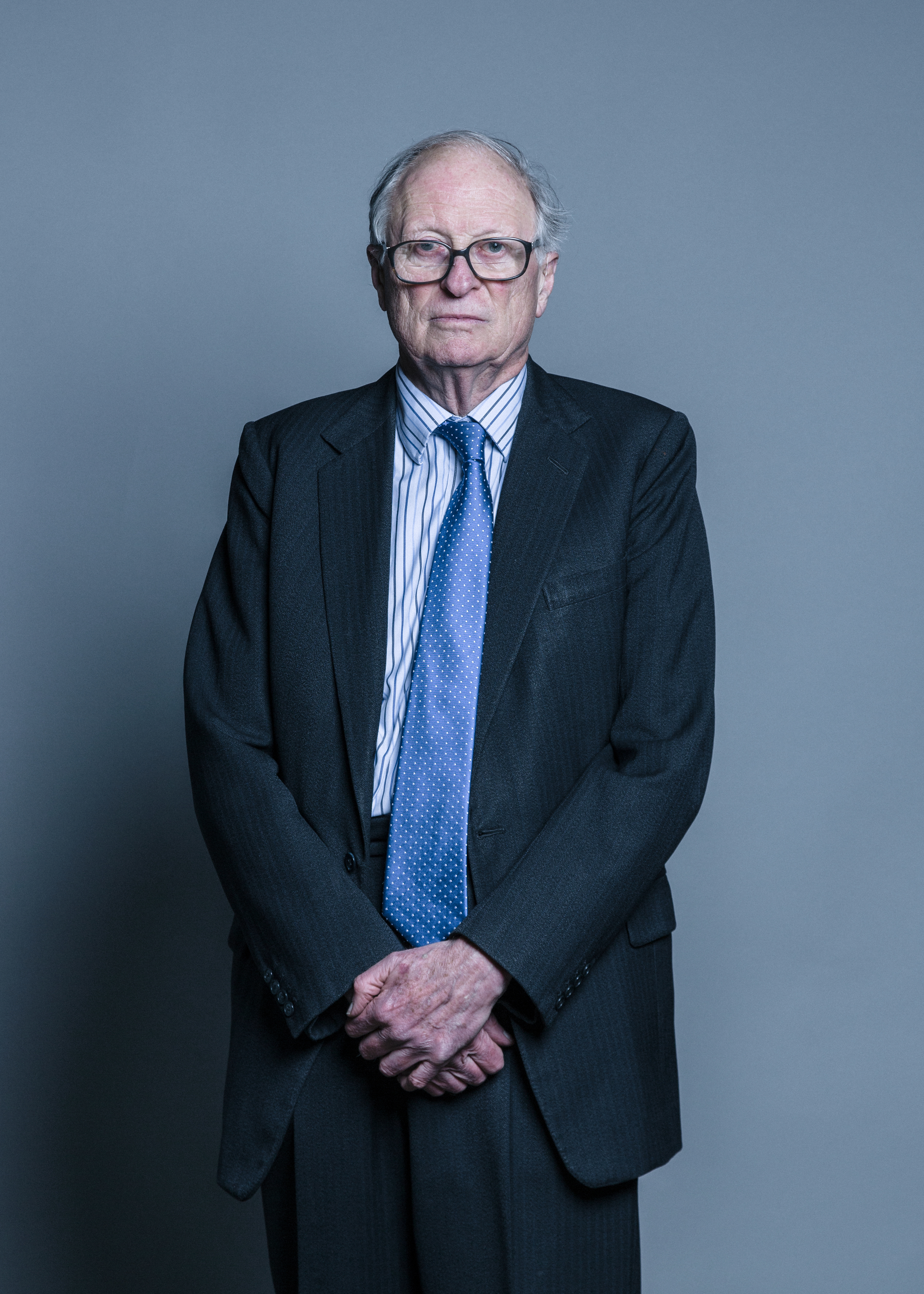
Richard Luce, Baron Luce, 2018

Richard Napier Luce, Baron Luce, KG, GCVO, Kt, PC, DL (* 14. Oktober 1936 in Westminster) ist ein britischer Politiker. Er war von 1997 bis 2000 Gouverneur von Gibraltar und von 2000 bis 2006 Lord Chamberlain of the Household von Queen Elizabeth. Er saß von 1971 bis 1992 für die Conservative Party im House of Commons, war Minister in der Regierung und von 2000 bis 2020 als Life Peer Mitglied des House of Lords.

## Frühe Karriere
Er wurde in Westminster geboren und ging auf das Wellington College in Berkshire und studierte am Christ’s College der Universität Cambridge. Seinen Militärdienst absolvierte er als Second Lieutenant des Wiltshire Regiment der British Army von 1956 bis 1957 und war zeitweise auf Zypern stationiert. Er arbeitete von 1960 bis 1962 im Öffentlichen Dienst als District Officer in Kenia. Anschließend arbeitete er von 1963 bis 1965 bei Gallaher Ltd als Produktmanager und ging anschließend zu Spirella als Marketing Manager. Von 1968 bis 1971 war er Geschäftsführer des National Innovation Centre.
Von 1972 bis 1979 war er Vorstand von of IFA Consultants Ltd sowie gleichzeitig von Selenex Ltd (1973–1979) und Courtenay Stewart International (1975–1979).

## Politische Karriere
Richard Luce wurde das erste Mal bei einer Nachwahl 1971 im Wahlkreis Arundel and Shoreham in das House of Commons gewählt. Nach einem Neuzuschnitt der Wahlkreise im Jahr 1974, bei der dieser Wahlkreis entfiel, zog er für den Wahlkreis Shoreham ins Parlament ein. Zu den Britischen Unterhauswahlen 1992 trat er nicht mehr an und zog er sich aus House of Commons zurück.
1972 wurde er vom Minister für Handel und Verbraucherangelegenheiten zum Parlamentarischen Privatsekretär ernannt. Nachdem die Conservative Party bei der Wahl 1972 die Mehrheit verloren hatte, wurde er Whip der Opposition.
Als die Conservative Party bei den Britischen Unterhauswahlen 1979 zurück an die Macht kamen, wurde er Parlamentarischer Staatssekretär im Außen- und Commonwealthministerium. 1981 wurde er zum Minister of State im selben Ministerium ernannt. 1982 trat er, gemeinsam mit seinem Chef, dem Außenminister Lord Carrington, wegen des Falklandkriegs zurück. Er war von verschiedenen Seiten kritisiert worden, da er angeblich die falschen Signale an Argentinien gesendet hatte, dass Großbritannien nicht auf eine mögliche Invasion reagieren würde. 1983 kehrte er jedoch als Staatsminister in sein Amt zurück. 1985 wechselte er in das Amt des Lord President of the Council als Kulturminister, seine letzte Kabinettsposition. Er gab den Posten 1990 auf.
Er wurde 1991 als Knight Bachelor geadelt und wurde 1986 Mitglied des Privy Council. Von 1991 bis 2011 hatte er das Amt des Deputy Lieutenant von West Sussex inne.
Sir Richard Luce war von 1992 bis 1996 Vizekanzler der Universität Buckingham. 1997 wurde er Gouverneur von Gibraltar, das Amt hatte er bis 2000 inne. Am 2. Oktober 2000 wurde er als Baron Luce, of Adur in the County of West Sussex, zum Life Peer erhoben. Er wurde dadurch auf Lebenszeit Mitglied des House of Lords und schloss sich im Parlament der Fraktion der Crossbencher an. 2000 wurde er als Knight Grand Cross des Royal Victorian Order (GCVO) ausgezeichnet und erhielt das Hofamt des Lord Chamberlain of the Household, das er bis zu seinem Rücktritt am 11. Oktober 2006 innehatte. Sein Nachfolger war William Peel, 3. Earl Peel. 2008 wurde er als Knight Companion (KG) in den Hosenbandorden aufgenommen. Am 26. April 2012 wurde verkündet, dass Lord Luce vom Premierminister David Cameron zum Mitglied der Kommission ernannt worden sei, die den 105. Erzbischof von Canterbury ernennen sollte. 2020 legte er seine Mitgliedschaft im House of Lords nieder und ging in Ruhestand.
Lord Luce ist Präsident des Voluntary Arts Network.
Aus seiner 1961 geschlossenen Ehe mit Rose Helen Nicholson (1937–2023), Tochter des Unterhausabgeordneten Sir Godfrey Nicholson, 1. Baronet, und mütterlicherseits Enkelin des 27. Earl of Crawford, hat er zwei Söhne, Hon. Alexander Richard Luce (* 1964) und Hon. Edward Geoffrey Luce (* 1968).